# Encja (SGML)
Encja (ang. entity) – całość lub część dokumentu SGML identyfikowana przez swoją nazwę. W praktyce encje są używane w celu zastąpienia dowolnego tekstu innym, krótkim tekstem (odwołaniem do encji zawierającym nazwę).
Encje ogólne deklaruje się następująco:
<!ENTITY nazwa "tekst zastępowany">
Odwołanie do takiej encji ma postać &nazwa;.
Istnieją również encje parametryczne, które można stosować jedynie w deklaracji typu dokumentu. Deklaracja encji parametrycznej:
<!ENTITY % nazwa "tekst zastępowany">
Odwołanie do encji parametrycznej ma postać %nazwa;.
Prócz wymienionych istnieje jeszcze kilka innych typów encji, lecz rzadziej używanych.
Szczególne znaczenie w rzeczywistych zastosowaniach ma rodzaj encji ogólnych − tzw. encje znakowe. Zastępują one konkretny znak z zestawu Unicode, co pozwala łatwo uzyskać go w dokumencie, nawet gdy nie obsługuje on Unikodu. Odwołania do takich encji można używać m.in. w dokumentach HTML, zamiennie z innymi odwołaniami znakowymi.